# Maison Chance
 (mars 2023).
 (mars 2023).
 (mars 2023).
La mise en forme du texte ne suit pas les recommandations de Wikipédia : il faut le « wikifier ».
Les points d'amélioration suivants sont les cas les plus fréquents. Le détail des points à revoir est peut-être précisé sur la page de discussion.
- Les titres sont pré-formatés par le logiciel. Ils ne sont ni en capitales, ni en gras.
- Le texte ne doit pas être écrit en capitales (les noms de famille non plus), ni en gras, ni en italique, ni en « petit »…
- Le gras n'est utilisé que pour surligner le titre de l'article dans l'introduction, une seule fois.
- L'italique est rarement utilisé : mots en langue étrangère, titres d'œuvres, noms de bateaux, etc.
- Les citations ne sont pas en italique mais en corps de texte normal. Elles sont entourées par des guillemets français : « et ».
- Les listes à puces sont à éviter, des paragraphes rédigés étant largement préférés. Les tableaux sont à réserver à la présentation de données structurées (résultats, etc.).
- Les appels de note de bas de page (petits chiffres en exposant, introduits par l'outil «  Source ») sont à placer entre la fin de phrase et le point final[comme ça].
- Les liens internes (vers d'autres articles de Wikipédia) sont à choisir avec parcimonie. Créez des liens vers des articles approfondissant le sujet. Les termes génériques sans rapport avec le sujet sont à éviter, ainsi que les répétitions de liens vers un même terme.
- Les liens externes sont à placer uniquement dans une section « Liens externes », à la fin de l'article. Ces liens sont à choisir avec parcimonie suivant les règles définies. Si un lien sert de source à l'article, son insertion dans le texte est à faire par les notes de bas de page.
- La présentation des références doit suivre les conventions bibliographiques. Il est recommandé d'utiliser les modèles {{Ouvrage}}, {{Chapitre}}, {{Article}}, {{Lien web}} et/ou {{Bibliographie}}. Le mode d'édition visuel peut mettre en forme automatiquement les références.
- Insérer une infobox (cadre d'informations à droite) n'est pas obligatoire pour parachever la mise en page.

Pour une aide détaillée, merci de consulter Aide:Wikification.
Si vous pensez que ces points ont été résolus, vous pouvez retirer ce bandeau et améliorer la mise en forme d'un autre article.
 (mars 2023).
La Maison Chance est une ONG de solidarité locale, créée en 1993 par la suisse "Tim" Aline Rebeaud au Vietnam. L'association intervient auprès de personnes en situation de handicap physique, d'orphelins et d'enfants défavorisés dans le sud du pays. Elle fournit logement, soins médicaux, éducation et formation professionnelle avec comme objectif la réhabilitation et la réinsertion.
Elle est composée de trois sites à Hô Chi Minh-Ville (Foyer Maison Chance, Centre Envol, Village Chance) et d'un centre social dans la province de Dak Nong sur les hauts-plateaux vietnamiens.

## Maison Chance à Hô Chi Minh-Ville
L'association se compose de trois unités à Hô Chi Minh-Ville dans le district de Bình Tân.
En 2023, la veille de la fête du Têt, le Village Chance reçu la visite de diplomates des pays du G4 (Canada, Nouvelle-Zélande, Norvège, Suisse et Vietnam),,.

### Le Foyer Maison Chance
Le Foyer Maison Chance est la première unité du centre social de l'association, inaugurée en 1993 avec la création de l'ONG.
Ce site permet l'hébergement d'enfants et d'adolescents orphelins ainsi que de personnes seules en situation de handicap.

### Le Centre Envol
Le Centre Envol est la seconde unité du centre social de l'association, créée en 2006.
Elle abrite un centre de formation professionnelle pour des personnes en situation de handicap, un centre médical ainsi que les bureaux de l'organisation.

#### Formation professionnelle
Les bénéficiaires adultes en situation de handicap et adolescents défavorisés ont la possibilité de recevoir une formation professionnelle sur la base d'un catalogue de cinq métiers proposés,: peinture, couture, taille de pierre semi-précieuses, informatique et boulangerie.  

#### Soins médicaux
Un service médical assure le suivi de la condition physique et mentale des bénéficiaires de l'association : kinésithérapie, hydrothérapie, ergothérapie, dentiste. Pour des cas ayant besoin d'un traitement plus spécifique, le département de santé organise des visites à l'hôpital.

### Le Village Chance
Le Village Chance constitue la troisième unité du centre social de l'association, ouvert en 2011. Elle dispose d'une école primaire, d'un jardin d'enfant ainsi que de logements à destination des bénéficiaires de l'association.

#### Crèche & école primaire
Le programme éducatif de Maison Chance s'adresse à des enfants orphelins, sans acte de naissance, dans l'incapacité de payer les frais d'études ou avec un retard scolaire important.

#### Logements
Le Village Chance dispose de logements adaptés, à destination de familles ayant un ou plusieurs membres en fauteuil roulant.

## Maison Chance à Dak Nong
Le centre social de Dak Nong a été ouvert en 2019 près des cascades de Dray Sap et de Gia Long. L'objectif était d'étendre le périmètre d'action de Maison Chance aux provinces défavorisées du Vietnam ou vivent diverses minorités ethniques à la situation fragile.
En plus des services fournis à HCMV, le centre social dispose d'une ferme avec potagers, jardins fruitiers et animaux.

### Formation professionnelle
À l'instar du Centre Envol d'HCMV, des formations professionnelles similaires sont dispensées à Dak Nong à plus d'une vingtaine d'adultes handicapés dans quatre ateliers : informatique, couture, peinture et taille de pierre.

### Éducation spécialisée
Les enfants défavorisés résidant au centre proviennent à 95% de minorités ethniques de la région, certains  étant atteints de problèmes physiques et mentaux.
Le programme d'éducation pour les classes spécialisées repose sur l'éducation fonctionnelle et l'enseignement des connaissances et des compétences visant à développer les capacités physiques et intellectuelles des enfants en situation de handicap. 

### Soins médicaux
Des soins de kinésithérapie, de balnéothérapie et d'équithérapie sont dispensés par des professionnels sur place et par des bénévoles étrangers. Sur le modèle d'HCMV, les soins de santé de base et bucco-dentaires sont aussi pris en charge directement sur le site et des visites à l'hôpital sont organisées régulièrement.

## À l'international

### En Europe
Depuis 1996, Maison Chance est présente en Europe. L'objectif est d'apporter son soutien à l'association mère. L'activité étant uniquement assurée par des bénévoles, la quasi-totalité des fonds levés sont redistribués pour financer les frais de fonctionnement des programmes au Vietnam. Ces ressources proviennent de cotisations des membres, de donations et de la vente de produits des ateliers des différents centres lors d’événements caritatifs.
En 2006, une antenne belge a été créée.

### En Amérique du Nord
En 2008, Maison Chance USA et Maison Chance Canada voient le jour, toujours avec l'objectif de promouvoir l'activité de Maison Chance Vietnam à l'étranger. Sont organisées des campagnes de sollicitation au volontariat et à la contribution économique tout en mettant en avant l'aspect culturel et artistique de la communauté vietnamo-américaine.

## Distinctions et récompenses
- Forbes | Vietnam[20]

2021 : Top 20 des femmes les plus inspirantes élues par Forbes Vietnam 2021
1. ↑  (vi + en) The Committee for Foreign non-Governmental Organization Affairs, « Liste des ONG étrangères officiellement enregistrées au Vietnam »
2. ↑  Thông Hai, « Portrait : La "Maison Chance" de Tim », Vietnam Illustré,‎ 8 décembre 2018 (lire en ligne )
3. ↑  (vi) Khong Loan, « Ngôi nhà may mắn của Hoàng Nữ Ngọc Tim », Forbes Vietnam Numéro 92, Liste Thématique des 20 femmes Vietnamiennes Inspirantes de 2021,‎ avril 2021 (lire en ligne )
4. 1 2  J.M. Maillet Contoz, « Vingt ans d’espoir au Vietnam », Handirect,‎ 1er aout 2015, Paragraphe N°3 (lire en ligne )
5. 1 2 3  VNA/CVN, « La Nouvelle-Zélande soutient le Vietnam dans l'amélioration de la santé de la communauté », Le Courrier du Vietnam,‎ 7 juillet 2022, Paragraphe N°3 (lire en ligne )
6. ↑  (en) VNA, « Diplomats of G4 countries visit HCM City-based Village Chance », VietnamPlus,‎ 18 janvier 2023 (lire en ligne )
7. ↑  (en) VNA, « Diplomats of G4 countries visit Ho Chi Minh City-based Village Chance », Nhân Dân,‎ 19 janvier 2023 (lire en ligne )
8. ↑  VNA, « Têt : les diplomates des pays du G4 visitent le Village Chance », Le Courrier du Vietnam,‎ 18 janvier 2023 (lire en ligne )
9. ↑  Théophile Laurent, « La Maison Chance : un havre de paix pour les cabossés de la vie », Enfants du Mékong,‎ 1er juin 2021, Section "LE HANDICAP DANS LA RUE", Paragraphe N°3 (lire en ligne )
10. ↑  ICVolontaires, « Maison Chance, Envol - Détails du projet » , sur ICVolontaires.org, 19 aout 2006
11. ↑  « Le centre Envol donne des ailes aux personnes handicapées », VietnamPlus,‎ 27 avril 2019, Paragraphe N°9 (lire en ligne )
12. ↑  Quang Chaû / CVN, « Centre Envol, espoir pour les personnes handicapées », Le Courrier du Vietnam,‎ 18 avril 2019 (lire en ligne  [Section "Diversification des métiers"])
13. ↑  Maud Joulié Moly, « Une « Maison Chance » dans un quartier bleu à Ho Chi Minh », LePetitJournal - Hô Chi Minh-Ville,‎ 16 mai 2023, Paragraphe "Éducation primaire" (lire en ligne )
14. 1 2  (en) VNS, « Maison Chance opens centre for quadriplegic people in Đắk Nông », Viet Nam News,‎ 15 juillet 2018 (lire en ligne )
15. ↑  Communication de la Bonne Etoile, « Section "Nos Actions" - Centre social Maison Chance de Dak Nong »
16. ↑  (en) « Maison Chance opens centre for quadriplegic people in Dak Nong », VietnamNet,‎ 22 juillet 2019 (lire en ligne )
17. ↑  Cécile Collet, « La maman de cœur donne leur chance aux Vietnamiens défavorisés », 24Heures,‎ 17 aout 2018, Paragraphe "Le potentiel plutôt que l'impasse" (lire en ligne )
18. ↑  (en) EIN Tax ID, « Maison Chance Usa Inc in Arlington, Virginia - Profil fiscal de l'organisation »
19. ↑  (en) CharityData Blumbergs, « Maison Chance Canada - Enregistrement de l'association »
20. ↑  (vi) Forbes, « Hoàng Nữ Ngọc Tim (Aline Rebeaud) » , sur Forbes Vietnam